# АЕК-918Г
АЕК-918Г — пистолет-пулемёт, разработанный в СКБ Ковровского механического завода в рамках темы «Баксанец».

## История
Пистолет-пулемёт АЕК-918Г был разработан в СКБ Ковровского механического завода ведущим конструктором Б. А. Гаревым под руководством начальника СКБ А. П. Исакова.По причине ликвидации в 2006 году ОАО «КМЗ» работы над пистолетом-пулемётом АЕК-918Г были свёрнуты.

## Описание
Пистолет-пулемёт АЕК-918Г — это одна из трёх моделей под усиленный патрон 9х19 мм «Парабеллум» или российский 7Н21. Конструкция предусматривает наличие отдельных затворной рамы и затвора. Запирается затвор на боевые выступы в ствольной коробке. Затворная рама имеет в своей передней части полый шток — в него вставляется возвратная пружина. Автоматика АЕК-918Г работает по принципу отдачи полусвободного затвора. При выстреле затворная рама откатывается под действием отдачи, но шестерёнки, цепляясь за рейку, притормаживают затвор, снижая его скорость до разумной. Ударно-спусковой механизм АЕК-918Г — куркового типа. Позволяет вести огонь одиночными выстрелами, очередями или короткими очередями по три патрона. Затвор взводится с помощью рукоятки, жёстко закреплённой на затворной раме справа. Предохранитель — он же переводчик режимов огня — флажкового типа и тоже справа. Для него предусмотрено последовательно четыре положения: предохранитель, огонь одиночными выстрелами, огонь короткими очередями и автоматический огонь. Ствольная коробка — стальная штампованная, пистолетная рукоятка — из пластика. АЕК-918Г оснащался рамочным прикладом, который складывался на правую сторону. Ствол АЕК-918Г — небольшой, всего 180 мм. На первых образцах ствол имел дульный тормоз-компенсатор оригинальной схемы, но затем от него отказались. Прицельные приспособления примитивные — мушка и перекидной (на два положения) целик. Однако на левой стороне ствольной коробки — крепление для дополнительных прицелов.

## Характеристики
- применяемый патрон: 9х19 мм Luger/Para, 9х19 мм 7Н21, 7Н31;
- длина: 660/425 мм;
- длина ствола: 180 мм;
- вес с пустым магазином: 2,65 кг;
- начальная скорость пули: 450–500 м/с;
- прицельная дальность: 200 м;
- ёмкость магазина: 30 или 40 патронов;
- темп стрельбы: 1100–1500 выстрелов/мин.